# مطلب (کرخه)
مطلب (کرخه)، روستایی در عبدالخان از توابع بخش شاوور شهرستان کرخه در استان خوزستان کشور ایران است.

## جمعیت
این روستا در دهستان شاوور قرار دارد و براساس سرشماری مرکز آمار ایران در سال ۱۳۸۵، جمعیت آن ۲۲ نفر (۴خانوار) بوده‌است.